# Max Fesca

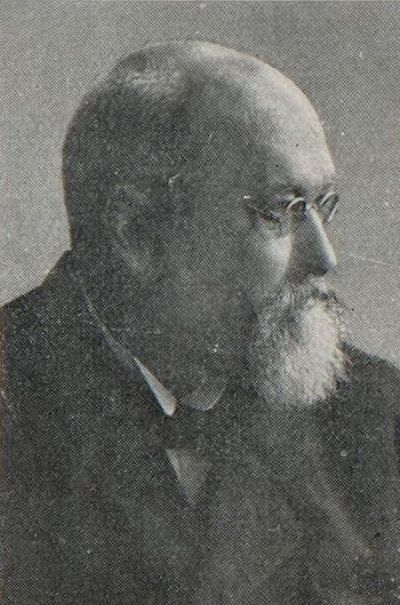
Max Fesca, um 1912

Max Fesca (* 31. März 1846 in Soldin, Neumark; † 31. Oktober 1917 in Wiesbaden) war ein deutscher Bodenkundler und Pflanzenbauwissenschaftler. 

## Studium und Dozent in Göttingen
Max Fesca war Sohn eines Postdirektors. Er studierte ab 1868 an der Friedrichs-Universität Halle Landwirtschaft und Naturwissenschaften. Er wechselte 1872 an die Georg-August-Universität und wurde 1873 im Corps Hercynia recipiert. Bei Philipp Zöller schrieb er seine agrikulturchemische Doktorarbeit über die stoffliche Zusammensetzung der Tabakblätter. 1873 wurde er in Göttingen zum Dr. phil. promoviert. Anschließend arbeitete er drei Semester als Unterrichtsassistent bei Julius Kühn am landwirtschaftlichen physiologischen Laboratorium der Universität Halle. Er kehrte Ende des Jahres 1874 nach Göttingen zurück und habilitierte sich mit einer bodenkundlichen Arbeit für das Gesamtgebiet der Landwirtschaftslehre. Bis zum Sommersemester 1882 war Fesca als Privatdozent am Landwirtschaftlichen Institut der Universität Göttingen tätig. Er hielt Vorlesungen über Bodenkunde, Wiesenbau, Ackerbau und Tierzucht. Über eine 1875 nach England und Schottland durchgeführte Studienreise veröffentlichte er 1876 ein Buch. Forschungsschwerpunkte seiner Göttinger Dozentenzeit waren agronomische Untersuchungen und Kartierungen von Ackerböden, deren Ergebnisse er in mehreren Beiträgen im Journal für Landwirthschaft publizierte.

## Landwirtschaftsexperte in Japan
1882 folgte Fesca einem Ruf nach Japan als wissenschaftlicher Leiter der Agronomischen Abteilung der Geologischen Reichsanstalt in Tokio und als Dozent an der Landwirtschaftlichen Akademie in Komaba, Meguro. Einer seiner Schüler war Yokoi Tokiyoshi, später Professor an der Universität Tokio. Fast zwölf Jahre lang hat Fesca weite Teile Japans agronomisch-pedologisch untersucht und Bodenkarten im Maßstab 1:100.000 erarbeitet. Die Ergebnisse seiner Tätigkeit haben die Entwicklung einer auf naturwissenschaftlichen Grundlagen basierenden Landbauwissenschaft in Japan erheblich gefördert. Da das japanische Parlament 1894 für seine Arbeit keine Geldmittel mehr bewilligte, verließ er das Land im gleichen Jahre. Sein langjähriges Wirken fand jedoch hohe Anerkennung. Bereits während seiner Dienstzeit wurde er mit mehreren japanischen Orden ausgezeichnet, u. a. mit der vierten Klasse des Ordens der aufgehenden Sonne und mit der dritten Klasse des Ordens des heiligen Schatzes. Außerdem wurde ihm auf Lebenszeit eine kleine Pension gewährt.

## Professor für tropischen Pflanzenbau
1895 unternahm Fesca eine sechsmonatige Studienreise in den asiatischen Tropen (Java, Sumatra, Malakka, Ceylon). 1895/96 übernahm er die Vorlesungen des an der Universität Göttingen lehrenden, schwer erkrankten Pflanzenbauwissenschaftlers Georg Liebscher. 1897 ging er als Dozent für tropische Agrikultur an die Landwirtschaftliche Hochschule Berlin und während des Wintersemesters 1899/1900 hielt er Vorlesungen an der Landwirtschaftlichen Akademie Bonn-Poppelsdorf.
Seit 1901 wirkte Fesca als „Professor für tropische und heimische Landwirtschaft“ an der Deutschen Kolonialschule in Witzenhausen. Er hielt Vorlesungen über Pflanzenbau, Klima-, Boden- und Düngerlehre sowie über Tierzucht und Betriebslehre. Von 1910 bis 1914 lehrte er am Kolonialinstitut in Hamburg. Seine letzten Lebensjahre verbrachte er in Wiesbaden. Zahlreiche Beiträge über tropische Landwirtschaft publizierte Fesca in der Zeitschrift „Der Tropenpflanzer“. Sein wissenschaftliches Lebenswerk krönte er mit einem dreibändigen Lehrbuch über den Pflanzenbau in den Tropen und Subtropen.

## Wichtige Bücher und Schriften
- Agriculturchemische Untersuchungen. Dissertation. Universität Göttingen 1873.
- Landwirtschaftliche Studien in England und Schottland. Deuerlich’sche Buchhandlung Göttingen 1876.
- Die agronomische Bodenuntersuchung und Kartierung auf naturwissenschaftlicher Grundlage. In: Journal für Landwirthschaft. Jg. 27, 1879, Supplement.
- Beiträge zur agronomischen Bodenuntersuchung und Kartierung. In: Journal für Landwirthschaft. Jg. 30, 1882, Supplement.
- Beiträge zur Kenntnis der japanischen Landwirthschaft. Parey, Berlin. Band 1: Allgemeiner Theil mit Atlas und Karten. 1890. Band 2: Specieller Theil. 1893.
- Der Pflanzenbau in den Tropen und Subtropen. 3 Bände. Berlin 1904, 1907, 1911 = Süsserott’s Kolonialbibliothek Bd. 7, 8, 20.